# José Díaz Fuentes
José Díaz Fuentes (Sarria, 6 de agosto de 1940-París, 30 de mayo de 2010) fue un escultor español, hermano del abogado, escritor y político Antonio Díaz Fuentes.

## Biografía
Desde muy joven se sintió atraído por las formas en piedra y madera. Su primer maestro fue un tallista de su vida natal, posteriormente con 16 años ingresa en el obradoiro del escultor gallego Cástor Atas Monteiro. En 1958 ingresó en la Escuela de Artes y Oficios de Santiago de Compostela donde vive el ambiente universitario que enriquece intelectualmente. Después de hacer el servicio militar en Málaga, en 1964 continuó su formación en la Escuela de Bellas Artes de Sant Jordi en Barcelona y más tarde en la Escuela de Bellas Artes de San Fernando en Madrid. En Barcelona, descubre la investigación del arte europeo.
En enero de 1970 se establece en París donde disfruta de la libertad y la apertura cultural que no existía en el España franquista. En una exposición en los jardines del Palacio de Luxemburgo, se encontró con el escultor húngaro Ervin Patkai, de quien aprendió a trabajar el hormigón. Es uno de los fundadores de la capital francesa del Círculo Cultural de Galicia.
Desde su instalación en París, ha llevado a cabo una prolífica obra en la que se realizaron esculturas monumentales en Francia y en Galicia, exposiciones itinerantes, un expositor habitual en las salas más reconocidas, envolturas urbanas y actividades pedagógicas, así como la creación de estatuas dispersas en varios lugares del mundo. Por iniciativa suya, en su villa natal de Sarria se acogió en 2005 una exposición del Salón del Otoño de París, una muestra de arte que se exhibe anualmente en la capital francesa desde 1903.
Su carrera fue reconocida con el premio en 1980 de la medalla de bronce de la Academia Europea de Bellas Artes y en 1999 de la Medalla de Plata de las Artes y el Mérito del Senado de Francia. En 1981 recibió una beca del Ministerio de Cultura español.

## Exposiciones

### Itinerantes
- 1992 : primera etapa de la exposición itinerante “A través de los caminos de Compostela”.
- 1993 : continuación de la exposición itinerante : “ A través de los caminos de Santiago”.
  - Enero : Museo Provincial- Lugo
  - Agosto : La Casona- Ayuntamiento de Astorga
  - Septiembre - octubre : Otoño cultural de Burgos - Museo Municipal, Monasterio de San Juan.
  - Mosaico sobre el Camino de Santiago en Triacastela. Pavimento de acera en Samos.
- 1994 : Exposición personal en el Instituto Superior de Arte y de Publicidad, con el apoyo de la Embajada de España en Francia y la Diputación Provincial de Lugo.

### Acondicionamiento de espacios urbanos
- 1982 : Puentedeume : Pavimento de calles, plazas, mobiliario urbano y escultura.
- 1983 : Proyecto de acondicionamiento del núcleo histórico del Ferrol.
- 1984 : Proyecto de mobiliario urbano y de acondicionamiento de calles peatonales a orillas del río Sarria.
  - Proyecto para los jardines de “La Compañía de Monforte de Lemos”.
  - Sarria : pavimento en pizarra y terracota con motivos simbólicos de los Caminos de Santiago.
- 1985 : Proyecto de acondicionamiento de la zona peatonal - Sada
  - Proyecto de acondicionamiento de la plaza de la Soledad - Lugo
  - Proyecto y realización de una barandilla y de la decoración del puente del río Sarria - Sarria, Samos
  - Estudios sobre el tema de los caminos de Santiago y para la Exposición Universal de 1992, en Sevilla
- 1992 : Estudio y realización de una plaza interior en el conjunto urbano “A Ponte Vella”, Sarria.
- 1993 : Mosaico - Triacastela Pavimento - Samos
- 2005 : Proyecto de un anfiteatro al aire libre rodeado de esculturas, en Sarria

### Actividades pedagógicas
- 1990-95 : Intervención en un taller de práctica artística en el colegio G. Duhamel d´Herblay (95) y organización de intercambios escolares con el colegio Fingoy de Lugo
- Desde 1996 : Taller de Arte de Conflans Saint-Honorine, talleres de escultura, uréal y Canteloup Les Vignes

### Esculturas monumentales
- 1970-74 : En colaboración-Vitry, Amiens, Forêt de Sénart, Mutzig (Strasbourg), Grenoble, Bordeaux
- 1976: Le Chesnay
- 1977: Aubergenville
- 1978: Chaumont, Faculté des Sciences économiques de Saint-Jacques
- 1979: “Caixa Rural” de Lugo
- 1980: Pierrelaye
- 1983: “La Medusa” Lugo
  - Espacio paisajístico-Sarria
  - Sociedad Caramelo en La Coruña
- 1992: Callás-Sarria
  - Escultura monumental en hormigón (6 m x 5 m) carretera nacional 646 Sarria-Monforte
  - Escultura en hormigón para un área de descanso – Rubián (Lugo)
- 1993: Escultura en granito y bronce para el Instituto Nacional de Física Nuclear y de física de las partículas de París (IN2P3)
- 2003 : Proyecto de una escultura para Argelia
- 2004 : Esculturas en Manche
  - Esculturas en L´Ile-Andresy
- 2007 : Proyecto de escultura monumental para la ciudad de Niza
  - Proyecto de escultura monumental para la ciudad de Poissy

### Salones
- 1972 : Nuevas realidades
- 1972-79- Joven Escultura
- 1973- Mostra Independente das Artes Plásticas de Galicia - Vigo
- 1974-77-81-82-98- Mayores y Jóvenes de hoy
- 1974- Arte Internacional de Pintura y Escultura Contemporánea de París.
- 1979- Exposición Internacional de Escultura - Le Vaudreuil
  - Galería Arc-en-ciel, de París.
- 1980- Joven Pintura, Joven Expresión
  - Salón de Escultura Contemporánea - Fontenay
  - Balance del Arte Contemporáneo - Quebec
  - Exposición Atlántica - Galicia
- 1982- Art expo- Nueva York
- 1984- Art Expo- Tokio
- 1987- Invitado de honor de Bellas Artes de Beaumont
- 1990- Festival Internacional de escultura de Ouistreham (14)
- 1992-98- Comparaciones
- 1993- Invitado de honor del Salón 10 x15 Conflans Sainte Honorine
- 1995- Colección Eva y Denys Chevalier- Museo de Meudon
- 1998- Invitado de honor del Salón Manganèse-Vauréal
  - Salón de Otoño
  - Salón de los Artistas Independientes
- 1999- Salón de Otoño de París (Grand Palais)
  - “Mundo de la Cultura y de las Artes”, Cannes
  - Celebración del año 2000, Casa de la Juventud y de la Cultura de Conflans Sainte Honorine (78)
- 2000- Montmartre en Europa
  - Festival Internacional Exposición Escultura y Dibujos en La Rochelle Lacroix
- 2001- Primer Premio Tercer Festival Internacional Ouistreham Riva-Bella de Escultura
- 2002- Salón de Otoño de París
  - Salón de Pintura y Escultura-Château du Logis, en Brécey
  - Bienal Internacional de Pintura, Escultura de Tinchebray
- 2003- Centenario 1903-2003 del Salón de Otoño de París
- 2004- Salón de Beaumont-sur-Oise
  - Invitado de Honor Salón de Vallée de Chevreuse
- 2005- Comisario del Salón de Otoño en Galicia
  - Participación en numerosos salones en Francia
- 2006- Comisario del Salón de Otoño en Galicia
  - Salón de Otoño París
  - Salón Comparaisons
  - Mes de España en Dreux
  - Chamalières
- 2007- Invitación a la bienal de Florencia
  - Exposición colectiva : Clermont-Ferrand
  - Impulsor de una cooperación en Sarria, (Galicia, España) y Montmartre en Europa, para una renovación de los Caminos de Compostela
  - Tercer Salón de Otoño en Sarria, relacionado con el Salon d´Automne de París

### Exposiciones personales
- 1974- Vigo, España
- 1981- Museo Pissaro de Pontoise (con una beca del Ministerio Español Cultura)
- 1982- Adquisición de una obra por el Fondo Nacional de Arte Contemporáneo ( Museos Nacionales)
- 1986- Casa de la Cultura de Conflans Sainte Honorine (78)
- 1991- Galería Bacelos - Vigo
  - Invitado de honor del Salón Internacional de Grabado de Conflans Sainte Honorine
  - “Club Financiero”-La Coruña
- 1992-94- Exposición itinerante “A través de los caminos de Santiago”: Santiago de Compostela, Lugo, Astorga, Burgos
- 1994- Instituto de Arte y de Publicidad, París
- 1994-95- Junta de Castilla y León - Valladolid
- 1995- Biblioteca Albert Camus-Eragny sur Oise
  - Biblioteca Les Bourseaux-Saint Ouen L´Aumône
  - Sala Huber Yencesse-Chambourcy
- 1996- Palacio del descubrimiento, “Siguiendo las huellas de lo invisible” (Instituto nacional de física nuclear y de física de las partículas de París)
- 1998- Galería Dartcourt París VIII
  - Galería Everarts París VIII
- 1999- Exposición Galería Thuillier-París
  - Galería Le Dépôt Matignon París VIII
- 2000- Espacio Cultural Saint-Germain des Angles “En el camino de Compostela”, en Ste. Honorine
- 2001- Galería : L´Exception, en Poitiers, “En el camino de Compostela”
  - Salón de Otoño de París

### Symposiums
- 2002- Primer Symposium de Escultura en el Pays de la Baie du Mont Saint-Michel
- 2003- Symposium en China (invitado)

## Distinciones
- 1980 : Medalla de Bronce de la Academia Europea de Bellas Artes.
- 1981 : Beca del Ministerio Español de Cultura.
- 1999 : Medalla de plata en la especialidad de Arte y Mérito y Dedicación concedida por el Senado Francés